# AMG (rapero)
Jason Lewis (nacido el 29 de septiembre de 1970), más conocido por su nombre artístico AMG, es un rapero estadounidense.

## Trayectoria
AMG hizo su debut en 1991 en el álbum Quik Is the Name de DJ Quik, en las canciones "Deep", "Tear It Off" y "Skanless". Su asociación con DJ Quik le ayudó a conseguir un contrato discográfico con Select Records, con la que firmó en 1991. Ese mismo año, lanzó su álbum debut, Bitch Betta Have My Money, que incluía los sencillos "Bitch Betta Have My Money", "Jiggable Pie", "Vertical Joyride" y "I Wanna Be Yo Ho". AMG produjo casi todo el álbum por sí mismo, con DJ Quik como productor adicional en una canción. El álbum fue un éxito comercial moderado, alcanzando el número 63 en el Billboard 200 de Estados Unidos.
AMG es conocido por sus letras sexualmente explícitas, y sobre todo por canciones como "Bitch Betta Have My Money" y "Jiggable Pie".
AMG apareció en el álbum Miss Judged de la estrella porno convertida en cantante Midori en 2001. En 2007, AMG comenzó a grabar un álbum con DJ Quik bajo el nombre de "The Fixxers". Lanzaron un sencillo a través de Interscope Records titulado "Can U Werk Wit Dat". El álbum, Midnight Life, estaba programado para ser lanzado a mediados o finales de 2007, pero fue archivado debido a que el material se filtró antes de su lanzamiento.

## Discografía
- "Give A Dog A Bone" 1991
- "Bitch Betta better Have My Money" 1992
- "Ballin Outta Control" 1995
- "Pimp's Anthem" 1997
- "Bitch Betta Have My Money 2001" 2000
- "Greatest Humps" 2002